# Euramérica

Euramérica en el Devónico.

Euramérica o Laurrusia (también conocido como continente de las Viejas Areniscas Rojas) fue un antiguo supercontinente creado en el Devónico como resultado de la colisión entre los cratones Laurentia y Báltica (Orogenia Caledoniana).
Euramérica se convirtió en una de las partes principales del supercontinente Pangea durante el Pérmico. En el Jurásico, cuando Pangea se fragmentó en dos continentes, Gondwana y Laurasia, Euramérica formaba parte de Laurasia. En el Cretácico, Laurasia se dividió en los continentes Norteamérica y Eurasia. El cratón de Laurentia se convirtió en una parte de Norteamérica, mientras que Báltica se convirtió en una parte de Eurasia.